# Togo D. West Jr.
Togo Dennis West Jr. (ur. 21 czerwca 1942 w Winston-Salem, zm. 8 marca 2018) – amerykański polityk, prawnik, były sekretarz spraw weteranów USA, mianowany 27 stycznia 1998 przez Billa Clintona, podczas jego drugiej kadencji prezydenckiej.